# Agiliway
AgiliWay to ukraińsko-amerykańska firma zajmująca się tworzeniem oprogramowania i usługami informatycznymi. Biura firmy znajdują się w Austin w Teksasie (USA), Krakowie (Polska), Lwowie, Czerniowcach i Iwano-Frankowsku (Ukraina).
W 2018 roku firma uruchomiła własny produkt non-profit – CiviMobile, aplikację mobilną dla CiviCRM, która obsługuje organizacje publiczne i non-profit.

## Historia
Agiliway została założona w 2015 roku. W maju 2018 Agiliway wprowadziła swój pierwszy własny produkt – aplikację mobilną CiviMobile. Od lutego 2019 aplikacja mobilna została przetłumaczona na pięć języków.
W 2021 roku Agiliway przeszła certyfikację ISO 27001:2013 i została uznana za Złotego Partnera Microsoft w 2022 roku.
W grudniu 2021 r. Agiliway przekazał nowy sprzęt techniczny Zakładowi Systemów i Sieci Informacyjnych Politechniki Lwowskiej.
Według magazynu Forbes, w grudniu 2021 r. firma znalazła się w pierwszej piątce firm zajmujących się tworzeniem oprogramowania na Ukrainie.
Po rosyjskiej inwazji na Ukrainę 24 lutego 2022 r. firma otworzyła biuro w Krakowie i ułatwiła relokację swoich pracowników.

## Produkt
W lipcu 2018 został wydany produkt Agiliway – pierwsza wersja CiviMobile. Jest to aplikacja mobilna do CiviCRM, która umożliwia korzystanie z CiviCRM na smartfonie i korzystanie z dodatkowych funkcji, takich jak powiadomienia push, nawigacja, możliwość korzystania z systemu zarządzania kontaktami, funkcje CRM, które pozwalają tworzyć, edytować lub usuwać sprawy, wydarzenia i happeningi. CiviMobile jest dostępny w pięciu językach: angielskim, niemieckim, francuskim, włoskim i ukraińskim.